# Otto Stargardt
Otto Stargardt (* 25. Juli 1874 in Freienwalde; † 8. März 1967 in Berlin) war ein deutscher Jurist und Überlebender des Holocaust.

## Leben
Otto Stargardt entstammte einer angesehenen jüdischen Familie, die bereits im 19. Jahrhundert zum evangelischen Glauben konvertiert und mit der evangelischen Kirche eng verbunden war. Er absolvierte nach dem Abitur ein Studium der Rechtswissenschaften an der Universitäten Berlin und Erlangen. Nach Ablegung der beiden juristischen Staatsprüfungen wurde er zum Dr. jur. promoviert. Danach war er als Landgerichtsrat in Berlin tätig, gehörte dem Senat des Reichsversorgungsgerichtes und der Provinzialsynode der evangelischen Kirche an. Während des Ersten Weltkrieges war er im Kriegsministerium tätig und wurde mehrfach ausgezeichnet.
Seinen Wohnsitz nahm Stargardt in Berlin-Dahlem, wo er sich kirchlich engagierte und Gottesdienste von Martin Niemöller und später Helmut Gollwitzer besuchte. Ab 1935 wurden die Stargardts aufgrund der Nürnberger Gesetze zu Juden erklärt und damit Opfer der NS-Judenverfolgung. Gemeinsam mit seiner Frau Edith Stargardt-Wolff (1880–1967), Tochter des Konzertagenten Hermann Wolff, wurde er in das Ghetto Theresienstadt deportiert, wo er am 2. Juli 1942 ankam. Im Lager stand er der evangelischen Gemeinde vor und war als Postzenzor tätig. Auf Prominentenlisten des Ghettos sind Otto Stargardt und seine Frau als „Prominente“ aufgeführt. Noch vor der Befreiung des Ghettos Theresienstadt konnte das Ehepaar mit einem Sondertransport des IKRK im Februar 1945 in die Schweiz ausreisen.
Nach Kriegsende lebte das Ehepaar für einige Jahre bei Verwandten in den USA. Danach kehrten sie nach Berlin zurück, wo sie bis zu ihrem Tod lebten. Am 13. März 1967 wurde Stargardt auf dem Städtischen Friedhof-Dahlem-Dorf beigesetzt.
Auf einer Gedenktafel in Berlin wird Stargardt neben vielen anderen jüdischen Juristen und Juristinnen gedacht (Kronenstraße73/74).

## Auszeichnungen
- Ritterkreuz des Hausordens von Hohenzollern
- Preußische Rote-Kreuz-Medaille III. und II. Klasse
- Österreichisches Ehrenzeichen vom Roten Kreuz
- Komthur-Kreuz des Schaumburg-Lippeschen Hausordens